# لس تانیوک
لس تانیوک (اوکراینی: Леонід (Лесь) Танюк؛ ۸ ژوئیهٔ ۱۹۳۸ – ۱۸ مارس ۲۰۱۶) کارگردان نمایش، سیاستمدار، و کارگردان فیلم اهل اتحاد جماهیر شوروی سوسیالیستی بود.